# Cestrum luteovirescens
Cestrum luteovirescens är en potatisväxtart som beskrevs av Francey. Cestrum luteovirescens ingår i släktet Cestrum och familjen potatisväxter. Inga underarter finns listade i Catalogue of Life.